# Xã Bloom, Quận Stutsman, Bắc Dakota
Xã Bloom (tiếng Anh: Bloom Township) là một xã thuộc quận Stutsman, tiểu bang Bắc Dakota, Hoa Kỳ. Năm 2010, dân số của xã này là 554 người.